# Polskie Linie Oceaniczne

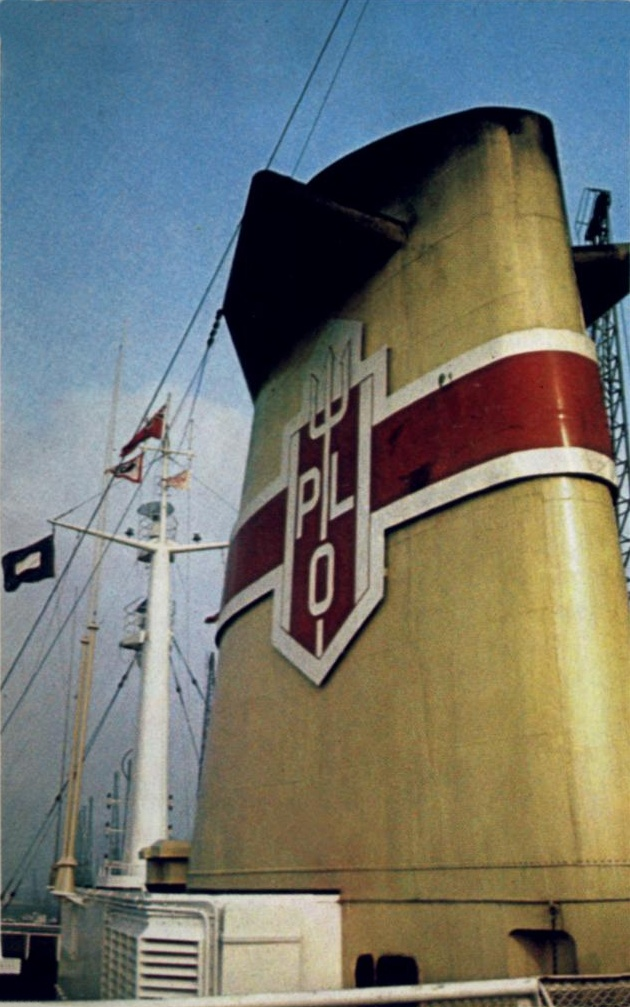
Schornsteinmarke der PLO

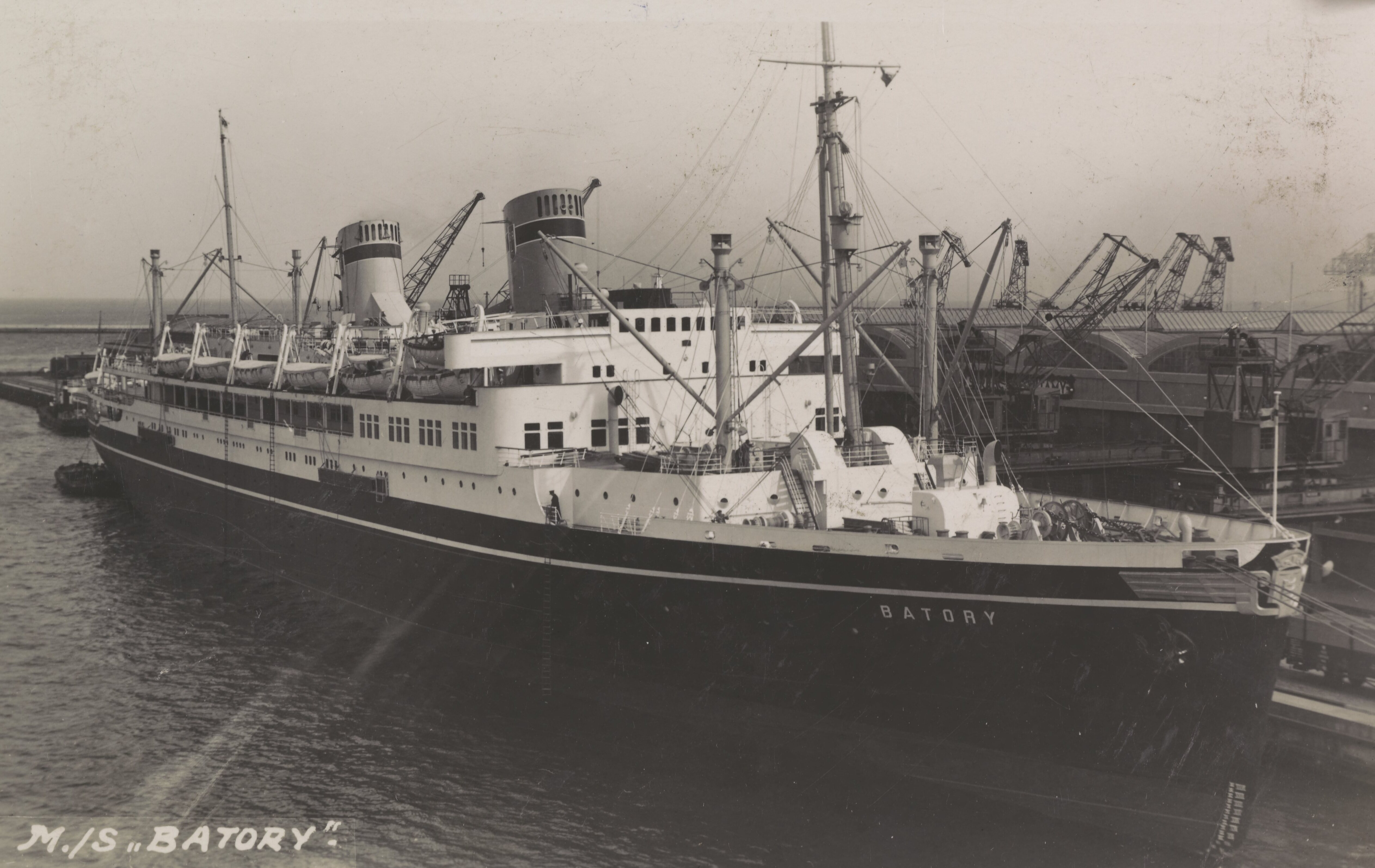
Die Batory

Die Polskie Linie Oceaniczne, offiziell abgekürzt PLO, international vor allem als Polish Ocean Lines bekannt, ist eine polnische Reederei mit Sitz in Gdynia.

## Geschichte
Die PLO wurde am 2. Januar 1951 nach der Verstaatlichung und Zusammenlegung der drei Reedereien Żegluga Polska, Polbryt (einem polnisch-britischen Gemeinschaftsunternehmen) und Gdynia America Shipping Lines gegründet. Anfangs wurden 13 Liniendienste mit einer 43 Schiffe zählenden Flotte von insgesamt über 200.000 Tonnen Tragfähigkeit betrieben. Eine Reihe von europäischen Diensten wurden in den ersten zehn Jahren des Bestehens in die neugegründete Reederei Polska Żegluga Morska ausgegliedert.
Ab 1955 wurde die Flotte der PLO stark ausgebaut. Eine besondere Rolle kam dabei einer Serie von 19 Schiffen des Typs Stocznia Gdańska B-54 zu, die lange Zeit das Rückgrat der Flotte bildeten. Neue Dienste nach Indonesien, Japan und die Vereinigten Staaten wurden aufgebaut. Hierfür wurde 1957 wieder ein Transatlantikdienst von Polen aus mit dem Passagierschiff Batory begonnen, der anders als der der Vorgängerlinie nach Kanada führte.
Ab 1960 wuchs die Flotte auf über 100 Schiffe mit einer Tragfähigkeit von insgesamt über 800.000 Tonnen an. Bekannte Baureihen dieser Dekade waren die Typen B-55, B-516, B-445 und B-41. Das einstige Flaggschiff Batory wurde 1969 durch die neuere in den Niederlanden erworbene Stefan Batory ersetzt.
Von 1967 bis 1975 waren zwei Schiffe der PLO an der Gelben Flotte beteiligt.
In den 1970er Jahren wurde die staatlich gelenkte polnische Handelsflotte neu organisiert. Die PLO wurde zur reinen Linienreederei ausgebaut. Dazu übernahm sie eine größere Anzahl an Stückgutschiffen mit einer Tragfähigkeit von rund 100.000 Tonnen von der Polska Żegluga Morska. Letztere wurde zur Trampreederei umgestaltet und erhielt im Gegenzug Tanker und Trampschiffe der PLO.
Der Containerrevolution trug die PLO in den 1970er Jahren durch die Infahrtsetzung von neuen Semi- und Vollcontainerschiffen Rechnung. Darüber hinaus wurden Roroschiffe gebaut. Die vier Fährschiffe wurden 1977 in die Reederei Polish Baltic Shipping Company in Kołobrzeg ausgegliedert.
Insgesamt erreichte die Flotte in den 1970er Jahren einen Stand von 176 Schiffen mit etwa 1,2 Millionen Tonnen Tragfähigkeit, die pro Jahr über fünf Millionen Tonnen beförderten. In dieser Zeit wurden mehr als 10.000 Mitarbeiter beschäftigt, von denen rund 80 Prozent Seeleute waren.

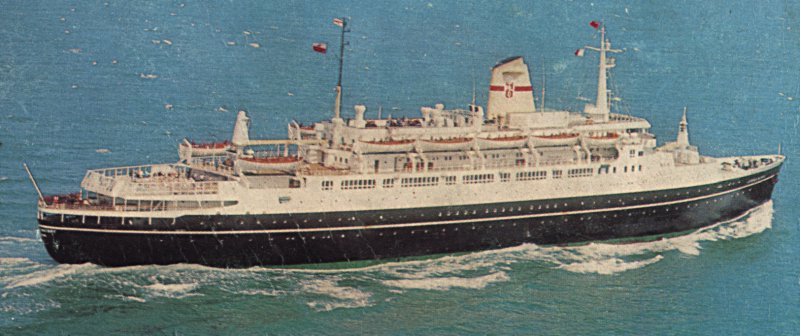
Die Stefan Batory

Anfang der 1980er Jahre kamen weitere moderne Conro- und Roroschiffe, wie die Inowrocław in Fahrt, in den späteren 1980er Jahren wurde beispielsweise eine Serie von acht Mehrzweckschiffen des Typs Warszawa oder drei größere Containerschiffe des Typs Cegielski in Auftrag gegeben. Unter dem Einfluss des in Polen Anfang der 1980er Jahre herrschenden Kriegsrechts hatte die Reederei jedoch mit stärkeren Schwierigkeiten zu kämpfen, was zu Verlusten führte. 1988 nahm die PLO auch die Stefan Batory aus der Fahrt und stellte die transatlantische Passagierfahrt ein. Ende der 1980er Jahre war die Zahl der betriebenen Schiffe verhältnismäßig moderat auf 97 Einheiten mit etwa 914.000 Tonnen Tragfähigkeit gefallen. Im darauffolgenden Jahrzehnt geriet die Reederei jedoch in eine tiefgreifende Krise, der eine langwierige Privatisierung folgte.
Heute agiert die PLO als schiffsbuchender Verfrachter und arbeitet daneben als Schiffsausrüster.